# Гладенька акула зіркоплямиста
Гладенька акула зіркоплямиста (Mustelus manazo) — акула з роду Гладенька акула родини Куницеві акули. Інша назва японська куницева акула.

## Опис
Загальна довжина досягає 1,59 м. За будова схожа на інших представників схожа роду. Голова сплощена. Морда більш загострена, конусоподібна. Зуби короткі та тупі. Тулуб витягнутий, вузький. Особливістю є забарвлення, яке на верхній частині сіре, а черево — білувате. З боків світло-сіре. Шкіра має своєрідний малюнок — плями, нагадуючи зірки. Звідси походить назва цієї акули.

## Спосіб життя
Трапляється переважно у прибережних водах, проте зустрічається на глибинах до 360 м. Це бентофаг, тримається піщаного та мулового ґрунту, біля коралових рифів. Живиться дрібною рибою, ракоподібними та молюсками.
Це живородна акула. Після вагітності у 10-12 місяців самиця народжує від 1 до 22 акуленят.
У Китаї та Японії є об'єктом промислового вилову. Споживається м'ясо та плавці.

## Розповсюдження
Мешкає від В'єтнаму до півдня острова Хокайдо (Японія), іноді трапляється біля берегів Приморського краю та півдня Сахаліну Росії. Також є окремий ареал біля Кенії.